# Stanisław Gadomski (inżynier)
Stanisław Gadomski (ur. 17 kwietnia 1867 w Borszmajówce, zm. 1 grudnia 1946) – polski inżynier, urzędnik ministerialny II RP, członek Rady Centralnego Związku Polskiego Przemysłu, Górnictwa, Handlu i Finansów w 1920 roku.

## Życiorys
Urodził się 17 kwietnia 1867 w Borszmajówce, w pow. berdyczowskim, w rodzinie Ambrożego Józefa Gadomskiego h. Rola i Tekli z Cybulskich. Po odzyskaniu przez Polskę niepodległości został urzędnikiem w służbie państwowej. Pełnił stanowisko dyrektora departamentu w Ministerstwie Poczt i Telegrafów. Był prezesem Izby Handlowo-Przemysłowej w Sosnowcu. Dyrektor Sosnowieckiego Towarzystwa Kopalń i Zakładów Hutniczych. W 1926 został prezesem zarządu Towarzystwa Żegluga Wisła-Bałtyk.
Po 1918 został przyjęty do Wojska Polskiego. Został awansowany do stopnia podporucznika rezerwy piechoty ze starszeństwem z 1 czerwca 1919. W 1924 w tym stopniu był zweryfikowany na liście oficerów pospolitego ruszenia. W 1923, 1924 był przydzielony jako oficer rezerwowy do 73 Pułku Piechoty w Katowicach.
Od 7 sierpnia 1897 był mężem Wandy Kwiecień.

## Ordery i odznaczenia
- Krzyż Komandorski Orderu Odrodzenia Polski (2 maja 1923)[12]
- Krzyż Oficerski Orderu Odrodzenia Polski (11 listopada 1936)[13]